# Alexander Bortnikov

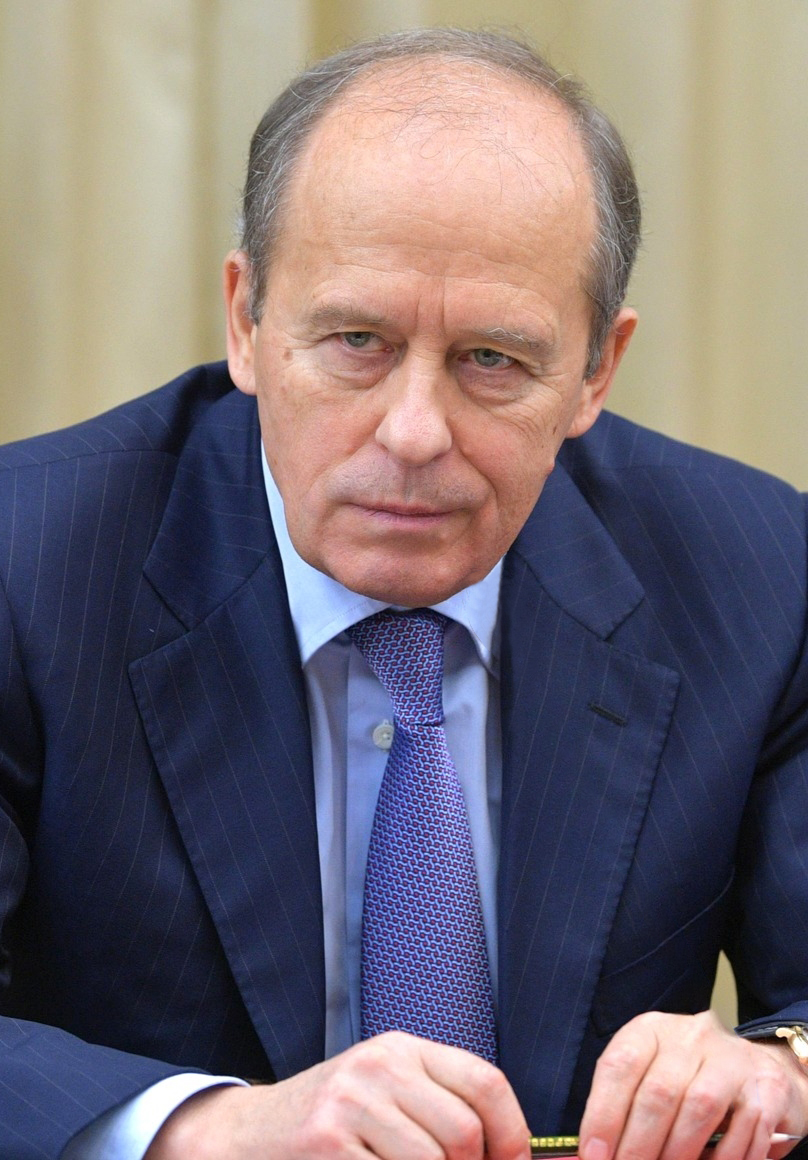
Bortnikov em 2019.

Alexander Vasilyevich Bortnikov, (em russo:  Алекса́ндр Васи́льевич Бо́ртников; 15 de novembro de 1951) é um oficial de inteligência russo que atua como diretor do Serviço Federal de Segurança da Rússia (FSB) desde 2008. Ele é um dos membros mais poderosos da facção silovik do círculo íntimo do presidente Vladimir Putin. Herói da Federação Russa desde 2019, Bortnikov detém o posto de General do Exército, a segunda patente mais alta em uso nas forças armadas russas. De acordo com alguns especialistas, Bortnikov desempenhou um papel fundamental na decisão de Putin de invadir a Ucrânia em 2022.